# Yoros
Het Yoros-kasteel, ook bekend als het Yoros-fort of Genese kasteel, is de ruïne van een voormalig kasteel nipt ten noorden van de Istanbulse wijk Anadolu Kavağı, hooggelegen aan de Aziatische oever van de Bosporus, waar het met de Zwarte Zee samenkomt. Het kasteel kijkt uit over de zeestraat en biedt een panoramisch uitzicht op met name de skyline van Istanbul en de Yavuz Sultan Selimbrug, de derde brug over de Bosporus.
Het oorspronkelijke kasteel werd in de 5e eeuw gebouwd door de Byzantijnen, ter bescherming van de noordelijke ingang van de Bosporus tegen aanvallen vanuit de Zwarte Zee. In de loop van de eeuwen is het kasteel verschillende keren verbouwd en gerepareerd door verschillende heersers, waaronder de Genuezen en de Ottomanen.
Heden is de ruïne van het Yoros-kasteel een toeristische attractie gelegen in een bosrijk gebied in het noordoosten van Istanbul.